# Vaucheria

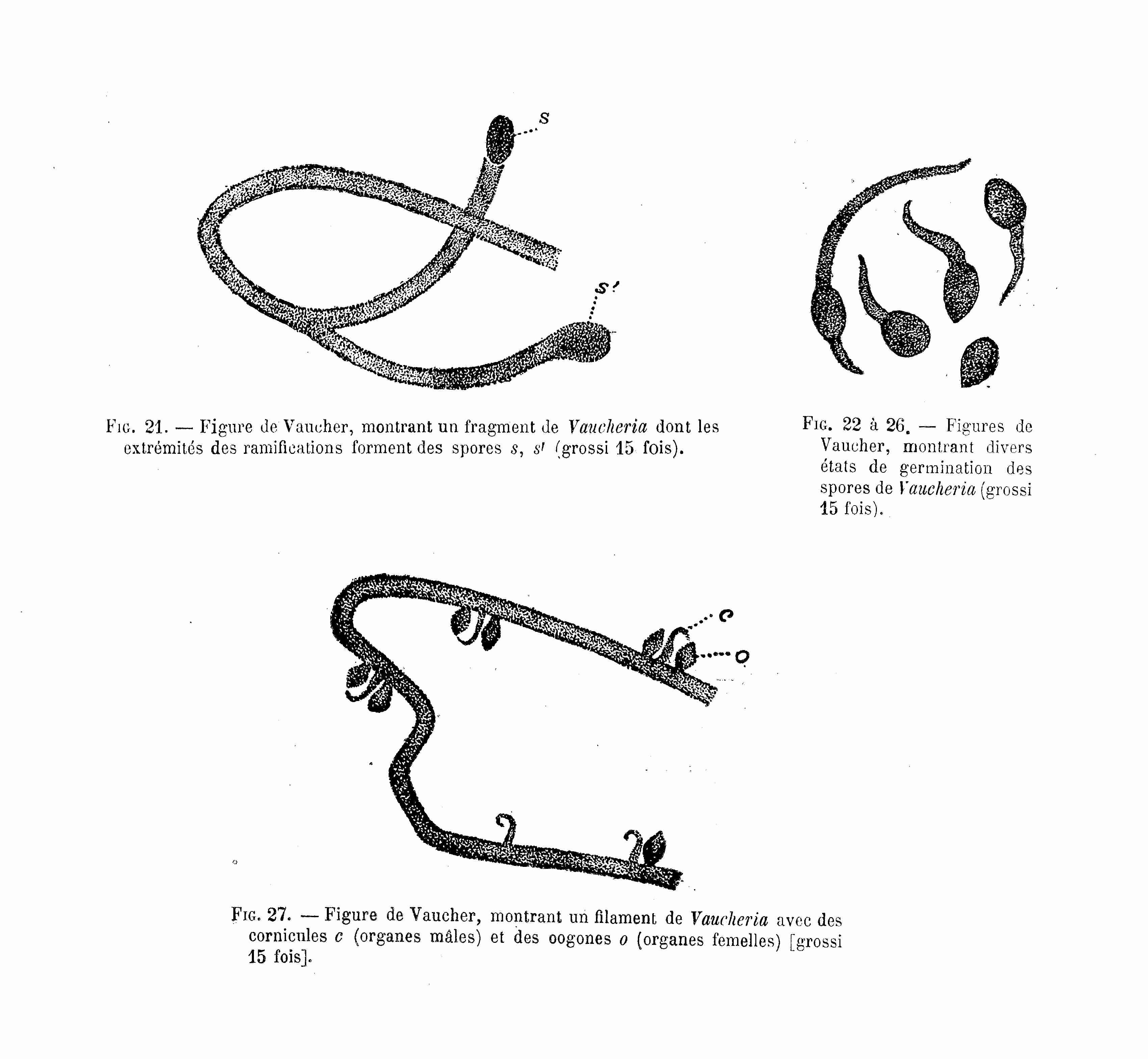
Fäden und Sporen von Vaucheria (Zeichnung)

Vaucheria ist eine Gattung der Gelbgrünen Algen (Xanthophyceae). Die Gattung umfasst knapp 100 Arten (Stand: 2021) im Meer und auf allen Kontinenten (einschließlich Antarktika). Vaucheria-Arten bilden typischerweise Matten oder kissenartige Lager aus miteinander verwobenen, wenig verzweigten Fäden, die meisten Arten in amphibischen, zeitweise trockenfallenden Lebensräumen.

## Beschreibung
Der Thallus von Vaucheria besteht aus querwandlosen, zylindrischen, relativ groben und harten, unregelmäßig nur wenig verzweigten Fäden von 10 bis 200 µm Durchmesser. Er ist siphonal organisiert: Zahlreiche Zellkerne und Chloroplasten liegen in einem schlauchartigen Cytoplasma, das eine große zentrale Vakuole umgibt, dieses ist nicht in Einzelzellen aufgeteilt, sondern bildet ein ungeteiltes Syncytium aus. Die Fäden sind durch Rhizoide genannte farblose Seitenfäden auf oder im Substrat verankert. Der Faden wächst nur an den Enden (apikal). Die relativ dünne Zellwand besteht aus einer inneren Lage aus Zellulose und einer äußeren Lage aus Pektinen. Die zahlreichen kleinen Chloroplasten sind scheibenförmig (diskoid). Wie typisch für Xanthophyceae werden meist keine Pyrenoide beobachtet, diese sind aber zumindest gelegentlich vorhanden. Die Chloroplasten, und damit die gesamte Alge, sind meist grasgrün bis dunkelgrün, nicht gelbgrün wie eigentlich typisch für die Xanthophyceae. Sie enthalten, neben Chlorophyll a das sonst seltene Chlorophyll e, Chlorophyll b fehlt. Als Reservestoff werden Fett- oder Öltröpfchen gebildet. Die Chloroplasten werden von einer Cytoplasmaströmung passiv den Thallus entlang bewegt, sind nur Teile davon belichtet, reichern sie sich dort an.
Die Alge wird zuweilen von Rädertierchen der Art Proales werneckii parasitiert. Der Befall löst die Bildung gezipfelter Gallen aus. Es handelt sich um das einzige gallbildende Rädertierchen.

## Vermehrung
Die Vermehrung findet bei Vaucheria sowohl ungeschlechtlich als auch geschlechtlich statt. Daneben findet verbreitet vegetative Vermehrung, durch einfache mechanische Fragmentation der Zellfäden und Verdriften von Bruchstücken, statt.

### Ungeschlechtliche Vermehrung
Es sind mehrere Formen ungeschlechtlicher Vermehrung bekannt. Bei den nicht landlebenden (aquatischen) Arten ist die Vermehrung durch Zoosporen am weitesten verbreitet. Die grün gefärbten Zoosporen von Vaucheria sind mehrkernig mit mehreren Geißeln, sogenannte Synzoosporen. Zoosporen werden, jeweils einzeln, in Zoosporangien am Ende von kurzen, durch ein Septum abgetrennten Seitenzweigen gebildet, meist unter ungünstigen Bedingungen wie geringer Belichtung oder Nährstoffmangel. Alternativ zu Zoosporen bilden viele, vor allem terrestrische Vaucheria-Arten unbewegliche Aplanosporen aus, die in keulenförmigen Aplanosporangien, ähnlich wie die Zoosporen, ausgebildet werden. Sie werden durch einfaches Aufreißen der Wände freigesetzt. Unter Stressbedingungen wie Frost oder Trockenheit bilden terrestrische Vaucheria-Arten zudem sogenannte Akineten. Dabei zerfällt der gesamte Thallus unter Bildung von Querwänden (Septen) in kurze, abgerundete Bruchstücke, jeweils mit zahlreichen Zellkernen.

### Geschlechtliche Vermehrung
Bei der geschlechtlichen Vermehrung verschmelzen kleine männliche Geschlechtszellen mit großen Eizellen. Männliche und weibliche Geschlechtsorgane bilden sich entweder benachbart am selben Faden(homothallisch) oder, vor allem bei marinen Arten, auf getrennten Fäden (heterothallisch). Da die Reduktionsteilung erst bei der Gametenbildung erfolgt, handelt es sich bei Vaucheria um einen Diplonten (Lebewesen mit einem doppelten Chromosomensatz). Die Eizellen werden in Oogonien, die männlichen Spermien in Antheridien gebildet, die seitliche Ausstülpungen des Thallus bilden, oft gestielt. Bei vielen Arten sitzen Antheridien und Oogonien jeweils zu mehreren auf demselben Stiel. Die Form der Antheridien und Oogonien ist artspezifisch und das wichtigste Merkmal der morphologischen Artbestimmung. Antheridien sind meist langgestreckt schlauchartig, öfters hornartig eingekrümmt. Die freigesetzten Spermien sind oval bis spindelförmig, farblos mit zwei gegenständigen Geißeln unterschiedlicher Länge. Bei der Bewegung zeigt die kurze Geißel nach vorn, die lange nach hinten. Oogonien sind kugelig oder eiförmig. Im reifen Ei ist nur ein zentraler Zellkern vorhanden, daneben zahlreiche Chloroplasten. Das Ei verbleibt im Oogonium und wird vom Spermium durch eine Öffnung an der Spitze, oft auf einem schnabelartigen Fortsatz, befruchtet.

## Arten (Auswahl)
- Vaucheria geminata
- Vaucheria litorea
- Vaucheria sessilis
- Vaucheria velutina

## Verbreitung
Vaucheria lebt im fließenden und stehenden Süßwasser, an periodisch trockenfallenden Orten sowie an feuchten, gewässerfernen Standorten wie Waldwegen. Etwa 30 % der Arten sind salzliebend und vor allem auf Schlammflächen im Bereich der Ästuare zu finden.